# Echinozone coronata
Echinozone coronata är en kräftdjursart som först beskrevs av Sars 1870.  Echinozone coronata ingår i släktet Echinozone och familjen Munnopsidae. Arten är reproducerande i Sverige. Inga underarter finns listade i Catalogue of Life.